# Атрактор

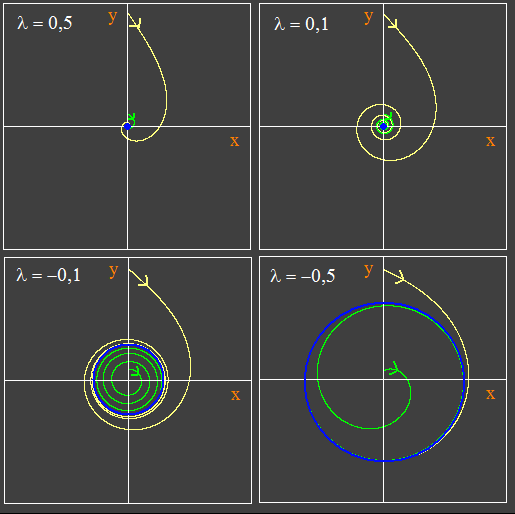
Зміна поведінки системи при біфуркації Гопфа демонструє два типи атракторів: точку рівноваги й граничний цикл

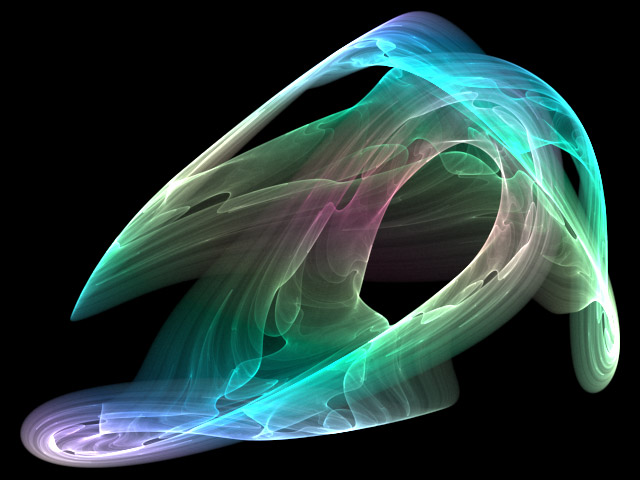
Візуальне зображення дивного атрактора

Атрактор (англ. attract — притягати) — множина точок у фазовому просторі, до якої збігаються фазові траєкторії дисипативної системи.
Атрактори можуть бути точковими (точки рівноваги), лініями (граничні цикли), поверхнями, і навіть складними багатовимірними фрактальними структурами, як у випадку дивного атрактора. Навколо атрактора в фазовому просторі існує басейн притягання.
Існують різні формалізації поняття збігання, що призводить до різних визначень атрактора, що задає, відповідно, потенційно різні множини (найчастіше — вкладені одна в іншу). Найуживанішими визначеннями є максимальний атрактор (найчастіше — в своєму малому околі, див. нижче), атрактор Мілнора і неблукаюча множина.
Регулярні атрактори: стійкий вузол, стійкий фокус, граничний цикл.

## Дивний атрактор
Атрактор називають дивним якщо він має фрактальну структуру.